# Bayer Pharma

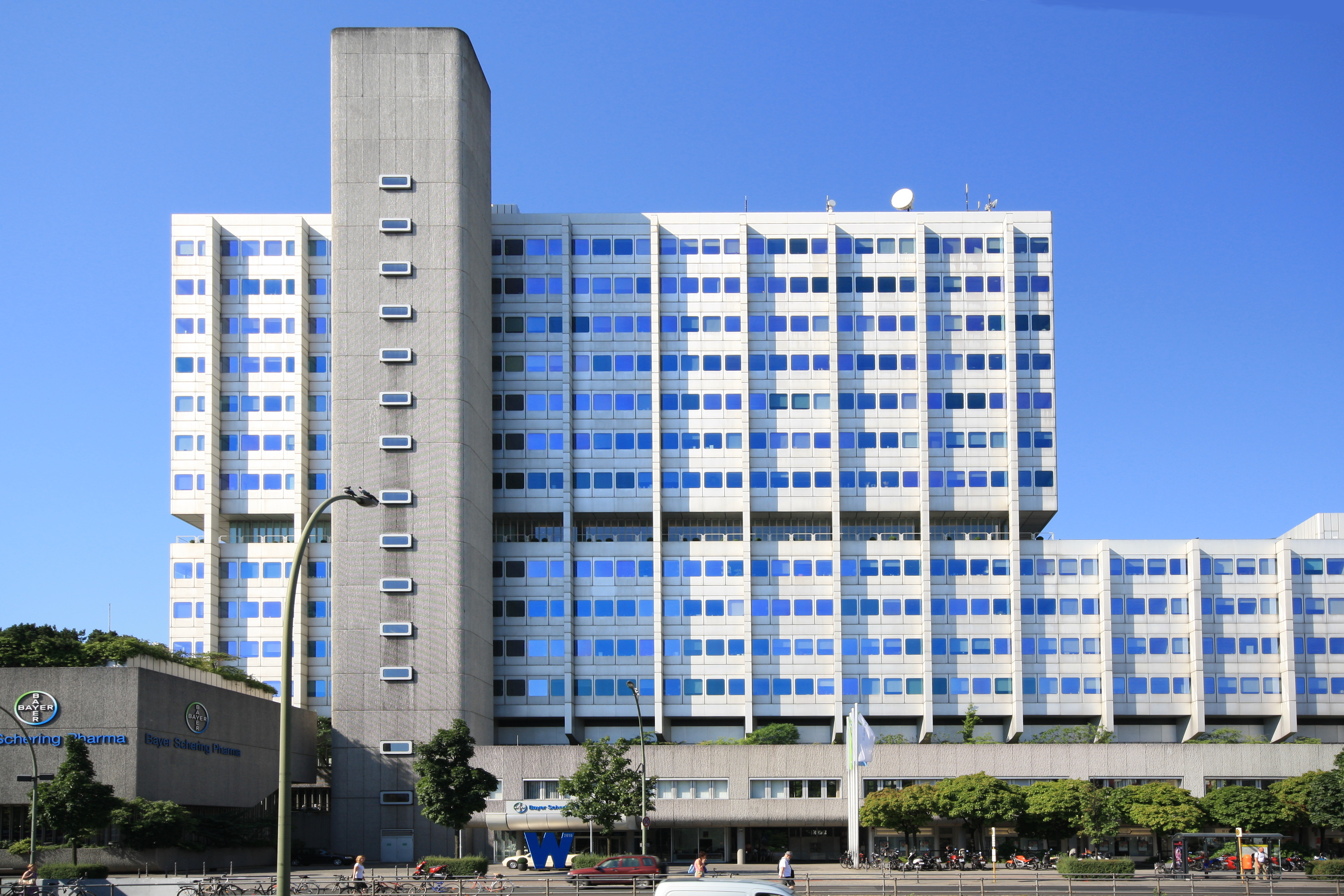
Hauptsitz der Bayer Pharma (heute: Division Pharmaceuticals) in Berlin-Wedding

Die Bayer Pharma AG (ehemals Bayer Schering Pharma AG), Berlin, war ein im Pharmabereich tätiges Tochterunternehmen der ehemaligen Bayer HealthCare AG. Im Rahmen einer Änderung der Organisationsstruktur der Bayer AG wurden die Tochtergesellschaften zum 1. Januar 2016 aufgelöst und direkt als Division Pharmaceuticals in die Bayer AG eingegliedert. Sie trat zuletzt unter der Marke Bayer HealthCare Pharmaceuticals auf.
Das Unternehmen entstand 2006 durch die Übernahme der Schering AG und hieß zunächst Bayer Schering Pharma AG. Der Pharma-Bereich des bisherigen Bayer-Konzerns wurde Anfang 2009 in die Bayer Schering Pharma AG eingegliedert, sodass in diesem Unternehmen nun die gesamten Pharma-Aktivitäten des Bayer-Konzerns gebündelt wurden. Zum 1. Juli 2011 wurde es schließlich in Bayer Pharma AG umbenannt. Diese Umfirmierung erfolgte im Zuge einer generellen Stärkung der Dachmarke Bayer; der alte Unternehmensname Schering wurde damit aufgegeben.
Die Division Pharmaceuticals der Bayer AG (ehemals Bayer Pharma AG) ist Mitglied der European Federation of Pharmaceutical Industries and Associations (EFPIA).

## Geschichte
Nachdem die Merck KGaA am 10. März 2006 eine Übernahmeabsicht gegenüber der Schering AG erklärte, lehnte deren Vorstand schon zwei Tage später das Angebot von 77 € je Aktie ab. Direkt am darauffolgenden Tag kam es im Anschluss bereits zu ersten Kontakten zwischen den Vorstandsvorsitzenden der Schering AG (Hubertus Erlen) und der Bayer AG (Werner Wenning). Nach offizieller Ablehnung des Übernahmeangebots der Merck KGaA am 14. März 2006 durch den Aufsichtsrat folgten weitere Gespräche mit Bayer, die in einem Übernahmeangebot endeten, welches durch die Unternehmensführung von Schering unterstützt wurde. Bayer wurde damit zum weißen Ritter von Schering. Nach weiteren börslichen Zukäufen verkündete Bayer am 8. September desselben Jahres das Erreichen der 95-%-Schwelle, die für einen Ausschluss von Minderheitsaktionären (sog. Squeeze-out) erforderlich ist, eine Umbenennung in „Bayer Schering Pharma AG“ wurde durch die entsprechende Eintragung ins Handelsregister am 29. Dezember 2006 wirksam. Der Squeeze-out war durch eine entsprechende Eintragung im Handelsregister am 25. September 2008 wirksam, die Klagen zur Höhe des Abfindungspreises jedoch noch nicht endgültig abgeschlossen. Das Unternehmen wurde als Tochterunternehmen der Bayer HealthCare AG zugeordnet. Zum 1. Januar 2009 wurde die Bayer-eigene Pharma-Sparte schließlich in die Bayer Schering Pharma AG eingegliedert und die gesamten Pharma-Aktivitäten nun im neuen Unternehmen gebündelt. Ab dem 1. März 2011 erfolgte ein Auftritt als Bayer HealthCare Pharmaceuticals. Zum 1. Januar 2016 wurde das Unternehmen schließlich formell aufgelöst und als Division Pharmaceuticals direkt in die Bayer AG eingegliedert.

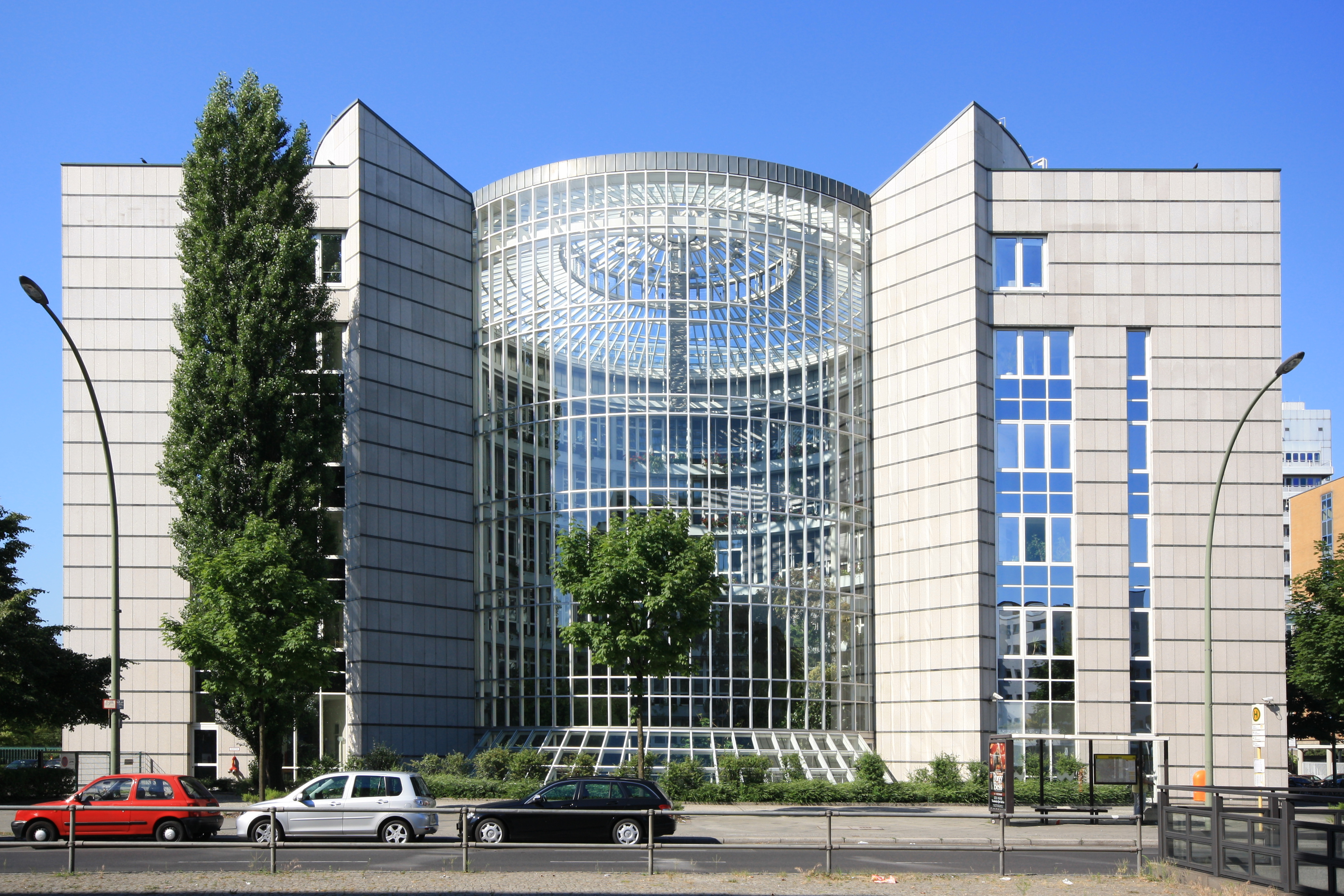
Pharmakologie-Gebäude in der Sellerstraße Ecke Chausseestraße (Berlin)

## Gliederung

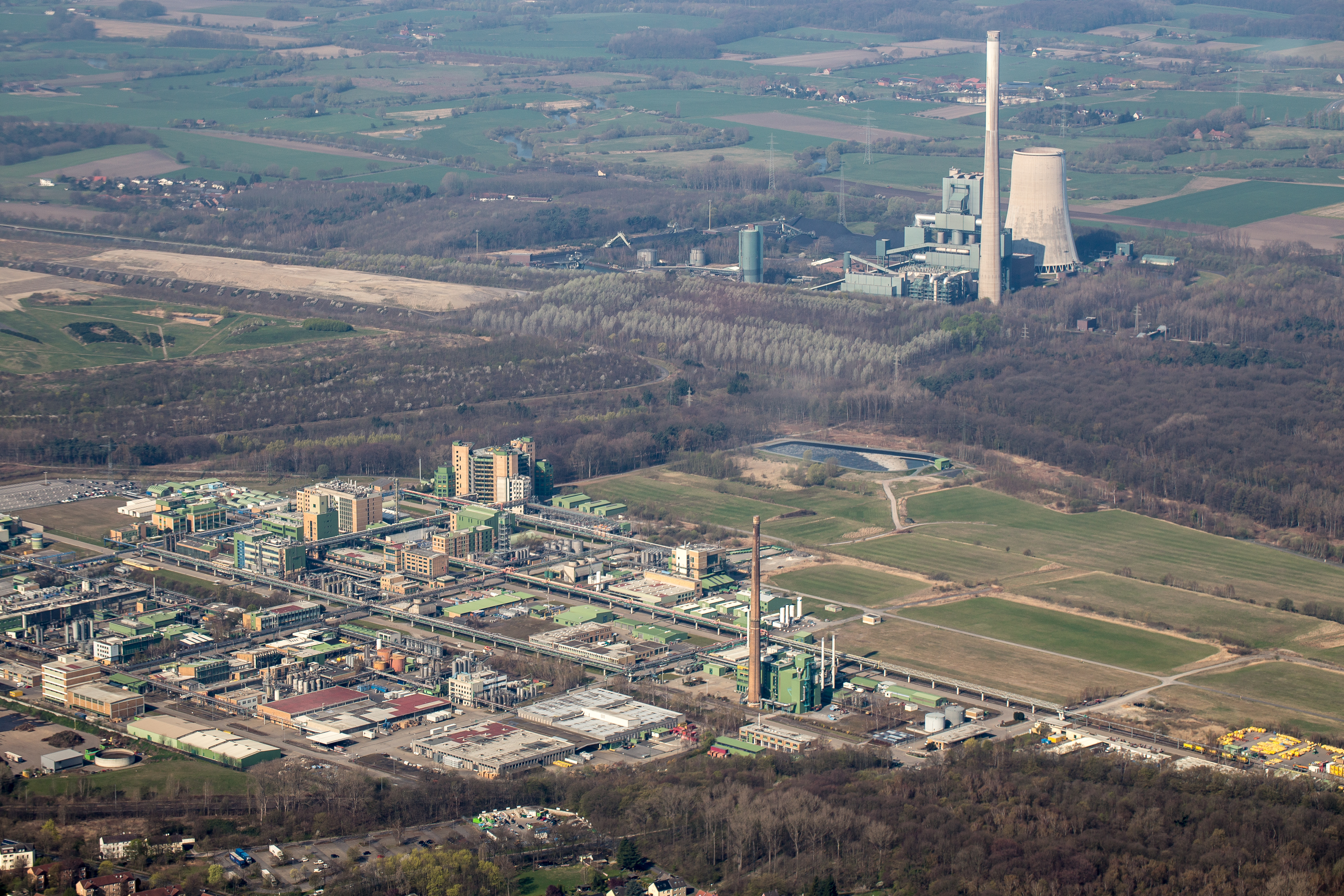
Produktionsstandort in Bergkamen

Das Unternehmen gliedert sein operatives Geschäft in folgende Bereiche, welche für nachstehende Aufgaben und Produkte zuständig sind:
- Diagnostische Bildgebung

Röntgenkontrastmittel
Kontrastmittel für Magnetresonanztomographie
- General Medicine:

Antiinfektiva
Men’s Health Care
Herz-Kreislauf- und Stoffwechselerkrankungen
Thromboembolische Erkrankungen
- Specialty Medicine

Hämophilie
Präparate zur Behandlung von Leukämien und Lymphomen
Arzneimittel zur Therapie solider Tumoren und zur Behandlung von Krankheiten des Zentralnervensystems
Altersbedingte Augenerkrankungen
- Women’s Healthcare

Empfängnisverhütung
Menopause Management
Gynäkologische Therapien

## Standorte
Hauptstandorte der Pharma-Sparte des Bayer-Konzerns im Bereich Forschung und Entwicklung sind Berlin und Wuppertal (Aprath und Elberfeld) in Deutschland und Berkeley in den USA. Die größte deutsche Produktionsanlage für Wirkstoffe befindet sich in Bergkamen.
Die Feststoffformulierung findet überwiegend in Köln-Flittard (Chempark Leverkusen) statt, der größte Parenteralia-Standort befindet sich in Berlin.